# Hocquinghen
 Hocquinghen  es una comuna y población de Francia, en la región de Norte-Paso de Calais, departamento de Paso de Calais, en el distrito de Calais y cantón de Guînes.
Su población en el censo de 1999 era de 100 habitantes.
Está integrada en la Communauté de communes des Trois Pays.

## Demografía
| 119 | 97 | 86 | 74 | 85 | 100 |
| Para los censos de 1962 a 1999 la población legal corresponde a la población sin duplicidades (Fuente: INSEE [Consultar]) |    |    |    |    |     |